# Euryproctus ramis
Euryproctus ramis är en stekelart som beskrevs av Davis 1897. Euryproctus ramis ingår i släktet Euryproctus och familjen brokparasitsteklar. Inga underarter finns listade i Catalogue of Life.